# Piranha's
De piranha's of echte piranha's (Serrasalminae) zijn een onderfamilie van carnivore zoetwatervissen die in de rivieren van Zuid-Amerika leven. De hiernaast getoonde Pygocentrus piraya leeft enkel in het Amazonegebied en in de rivieren van Paraguay. Piranha's worden ongeveer 15 tot 25 centimeter lang, hoewel individuele vissen gevonden zijn die ruim 40 centimeter lang waren. De grootste piranhasoort is Serrasalmus rhombeus, de zwarte piranha.
Piranha's zijn bekend om hun scherpe tanden en hun agressieve honger naar vlees. 
In werkelijkheid voeden de (vermeend) carnivore piranha's zich voornamelijk met vis en met fruit dat in het water terechtkomt. Enkel in het droge seizoen, wanneer voedsel schaars is, de waterstand hinderlijk laag en het water troebel wordt, raken piranha's bijzonder snel geagiteerd en agressief. In die periode eten ze wel degelijk alles wat hun voor de tanden komt, inclusief soortgenoten.

## De piranha en de mens
Op piranha's wordt gevist omdat ze als voedsel kunnen dienen en omdat hun tanden als gereedschap worden gebruikt door de lokale bevolking. De vis wordt als hinderlijk ervaren omdat hij aas bestemd voor andere vissen opeet en vissers soms bijt wanneer hij gevangen wordt.
Er wordt weleens beweerd dat piranha's een mens of dier in enkele ogenblikken tot op het bot kunnen wegvreten. Toch vormen ze voor de mens weinig bedreiging. De meeste verhalen zijn sterk overdreven. Voormalig president Theodore Roosevelt is weliswaar getuige geweest van incident waarbij een koe in minuten door piranha's werd verslonden, maar dit was een vooropgezette stunt omdat de koe in een al dagen afgedamd stuk rivier werd gejaagd waarin de piranha's al die tijd niets te eten hadden gehad en dus uitgehongerd waren. De vermeende vraatzucht van piranha's is een dankbaar onderwerp voor boeken en films, en de zogenaamde piranha-oplossing dankt zijn naam aan het vermeende gedrag van de vis.
In hun thuisgebied zwemmen mensen regelmatig in water waarin zich piranha's bevinden, zonder aangevallen te worden en zelfs zonder toevallige ongelukken. Jan H. Mol onderzocht ongevallen tussen piranha's en mensen in Suriname in 2006. Drie regio's van de rivieren Suriname en Coppename bij de Wajambo-monding werden onderzocht en het bleek dat de meeste slachtoffers kinderen waren die in de voeten werden gebeten bij het zwemmen van grote exemplaren van de Serrasalmus rhombeus. Aanvallen door verschillende vissen op mensen waren zeer zeldzaam. Bijtaanvallen kwamen slechts sporadisch voor, het slachtoffer werd niet verder vervolgd. Fatale aanvallen komen voor, maar zijn zeldzaam. Het risico gebeten te worden neemt toe door laag zuurstofgehalte in het water, voedselgebrek, troebelheid, de aanwezigheid van voedsel in het water, beweging in het water (spartelen), en open verwondingen. Kinderen die veel spartelen worden hierdoor sneller gebeten, evenals zwemmers in de buurt van vissers door de spartelende vis en aas in het water.
Alle piranhasoorten, inclusief Pygocentrus piraya, laten zich gemakkelijk verzorgen in gepaste aquaria. Het zijn bijzonder rustige vissen die enkel bij het voederen enige oplettendheid van de verzorgers vragen.
Het houden van piranha's door de hobbyist-aquariumliefhebber wordt echter afgeraden. De vissen gedijen enkel goed in groepen van enige omvang en worden bovendien vrij groot. Een aquarium thuis is dan ook vaak te klein.
Er zijn piranha's die solitair leven, zoals enkele soorten uit het geslacht Serrasalmus: S. rhombeus, sanchezi, spilopleura en elongatus. Deze vissen kunnen solitair gehouden worden in een aquarium en hebben daardoor een kleiner aquarium nodig (250 tot 400 liter). Cohabitatie met andere vissen is vrij lastig en gaat zelden lang goed - ze vereisen dan ook speciale aquaria.
Wanneer men een school piranha's observeert, merkt men dat de grote piranha's in het midden zwemmen, terwijl de kleinere aan de buitenkant zwemmen.

## Afkomst van de naam piranha
De naam 'piranha' zou afkomstig zijn van een hybride taal, afkomstig van de Tupi-Guaraní talen. Het woord zou samengesteld kunnen zijn uit 'pirá', wat 'vis' betekent, en 'sanha' of 'ranha', wat 'tand' betekent. Anderen beweren dat het afkomstig is van de Tupi 'pirá' ('vis') en 'ánha' ('snij').
In de Marowijne-rivier (Maroni) in Suriname komt een soort voor die wel tot vijf kilogram kan wegen. Deze soort zou herbivoor zijn. Deze soort leeft in symbiose met kolonies van wormen in de maag.

## Taxonomie
De onderfamilie Serrasalminae wordt niet altijd erkend: Nelson erkent deze wel, maar ITIS niet.
De volgende geslachten kunnen worden onderscheiden:
- Acnodon Eigenmann, 1903
- Catoprion Müller and Troschel, 1844
- Colossoma Eigenmann and Kennedy, 1903
- Metynnis Cope, 1878
- Mylesinus Valenciennes in Cuvier and Valenciennes, 1850
- Myleus Müller and Troschel, 1844
- Myloplus Gill, 1896
- Mylossoma Eigenmann and Kennedy, 1903
- Ossubtus Jégu, 1992
- Piaractus Eigenmann, 1903
- Pristobrycon Eigenmann, 1915
- Pygocentrus Müller and Troschel, 1844
- Pygopristis Müller and Troschel, 1844
- Serrasalmus Lacepède, 1803
- Utiaritichthys Miranda Ribeiro, 1937

## Gerechten

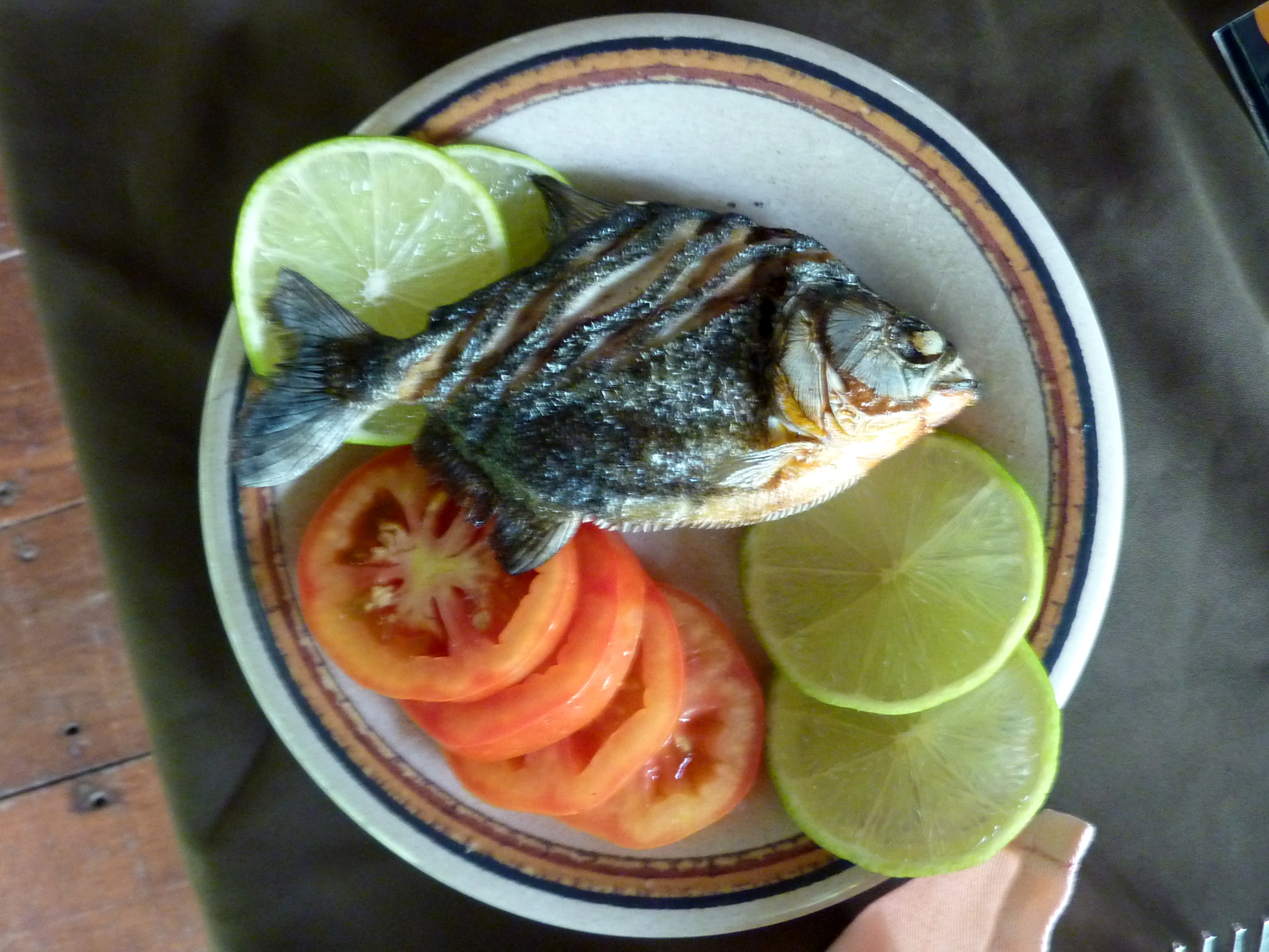
Licht gegrilde piranha in Peru
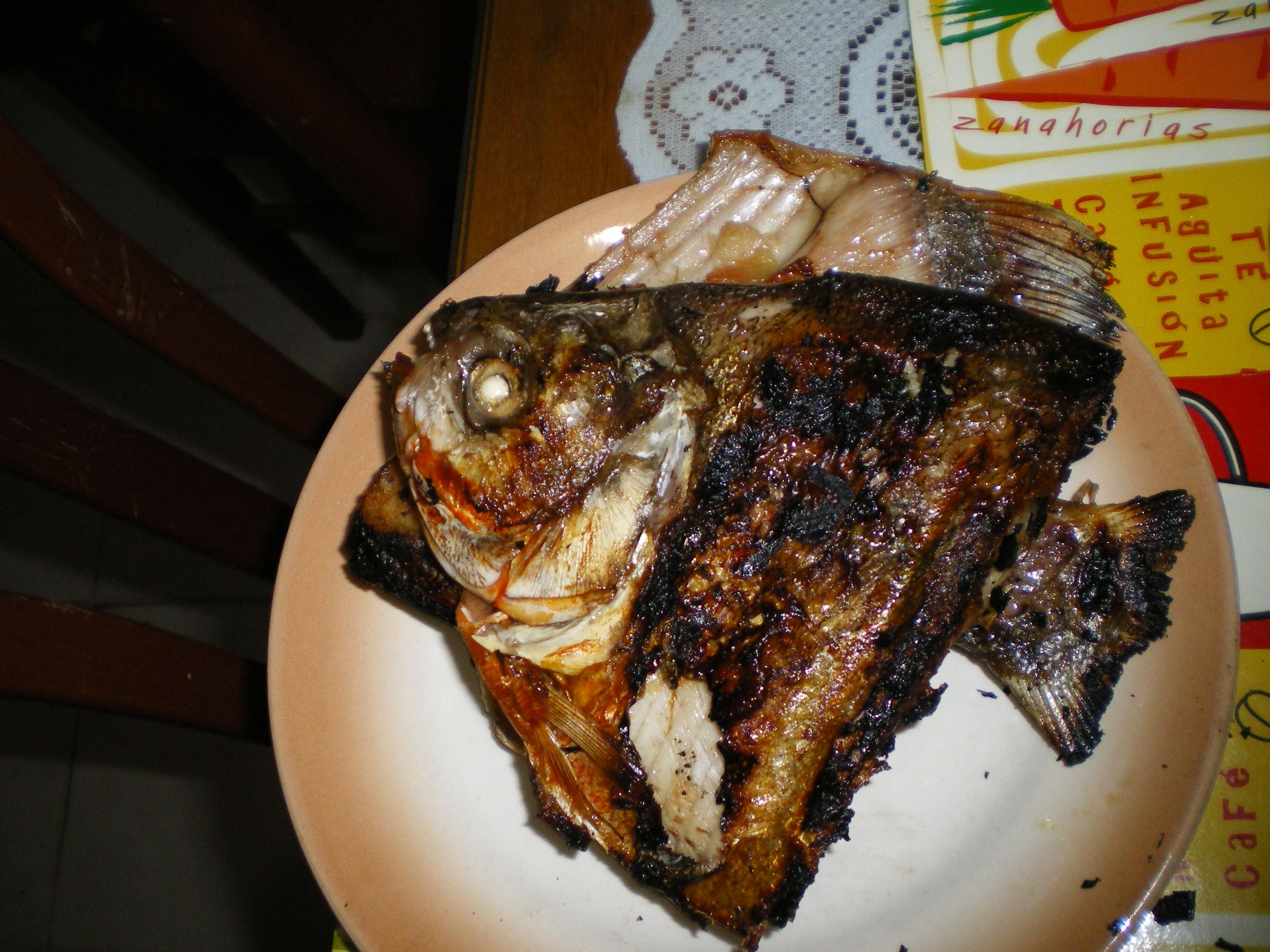
Gegrilde piranha in Iquitos, Peru
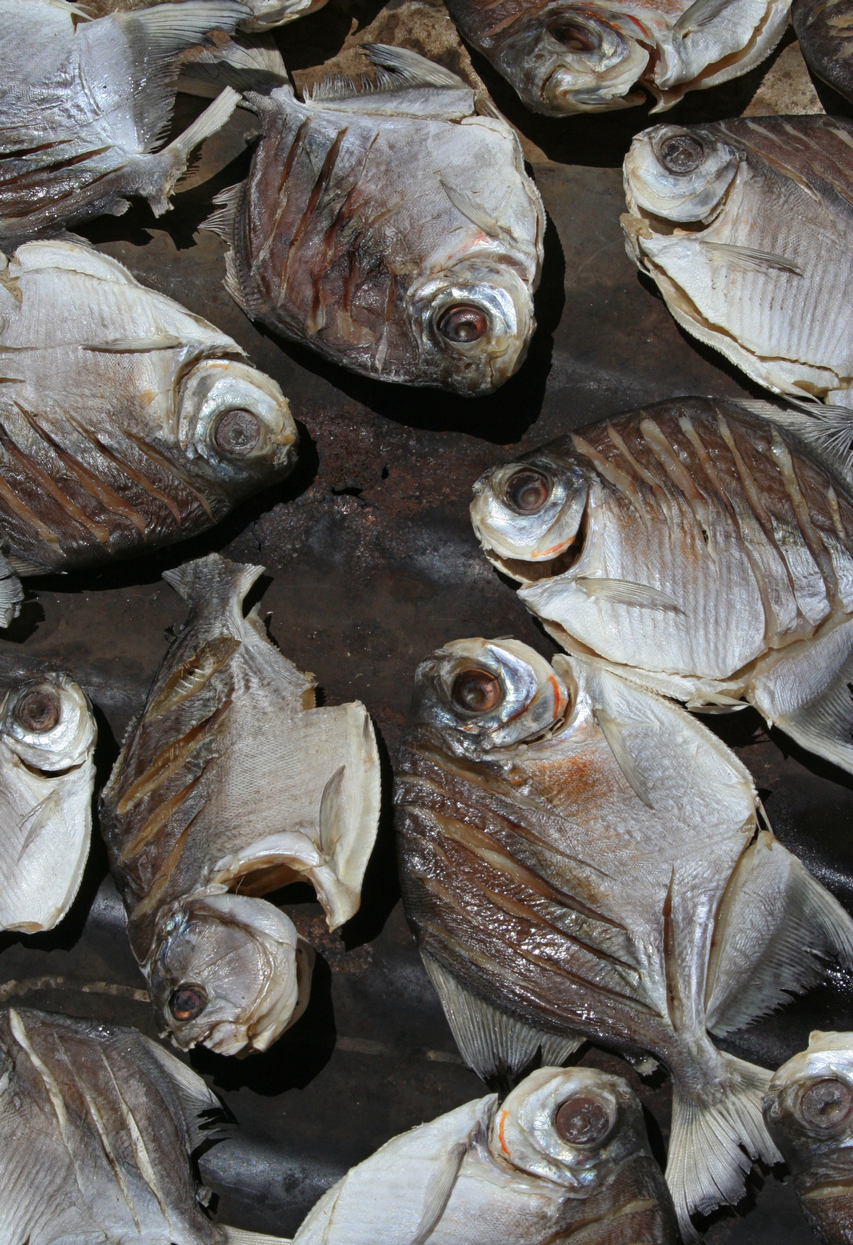
Klaargemaakte piranha's in Suriname